# Prateria

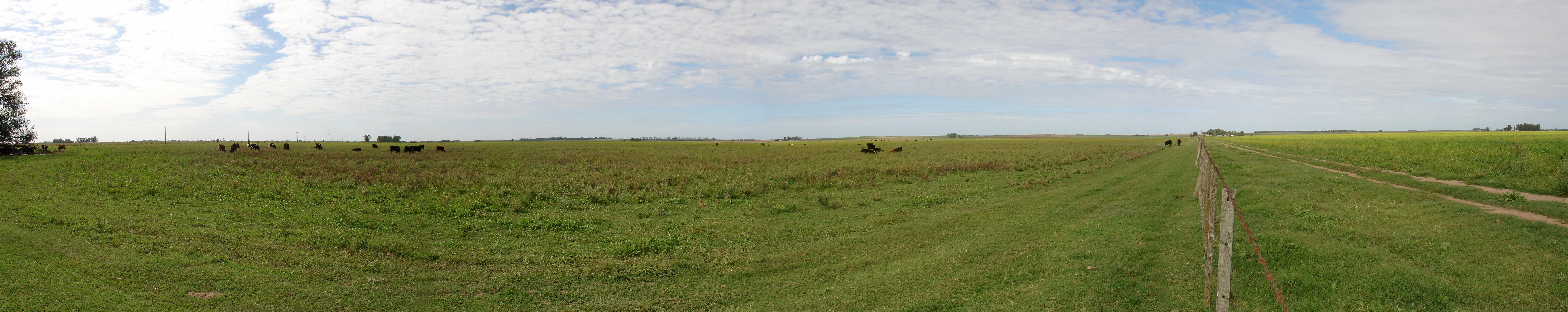
Prateria nella Pampa.

La prateria è un'area di terra che fa da contorno a deserti, steppe o a bassi rilievi topografici caratterizzata da una vegetazione composta prevalentemente da piante basse (soprattutto graminacee) ed erbe più o meno alte a secondo delle precipitazioni annue. Infatti, dove queste ultime arrivano a 1000 mm l'anno crescono erbe alte anche fino a due metri (prateria alta); dove si limitano a 500 mm l'anno, crescono erbe basse o comunque non più alte di 30 cm (prateria bassa). Generalmente nelle praterie ci sono pochi alberi: alle medie altitudini, come ad esempio nelle Grandi pianure dell'America settentrionale, la prateria occupa le zone interne dei continenti dove le precipitazioni non sono sufficienti per lo sviluppo delle foreste di latifoglie.

## Praterie

Prateria a Cole Camp, Missouri (USA)

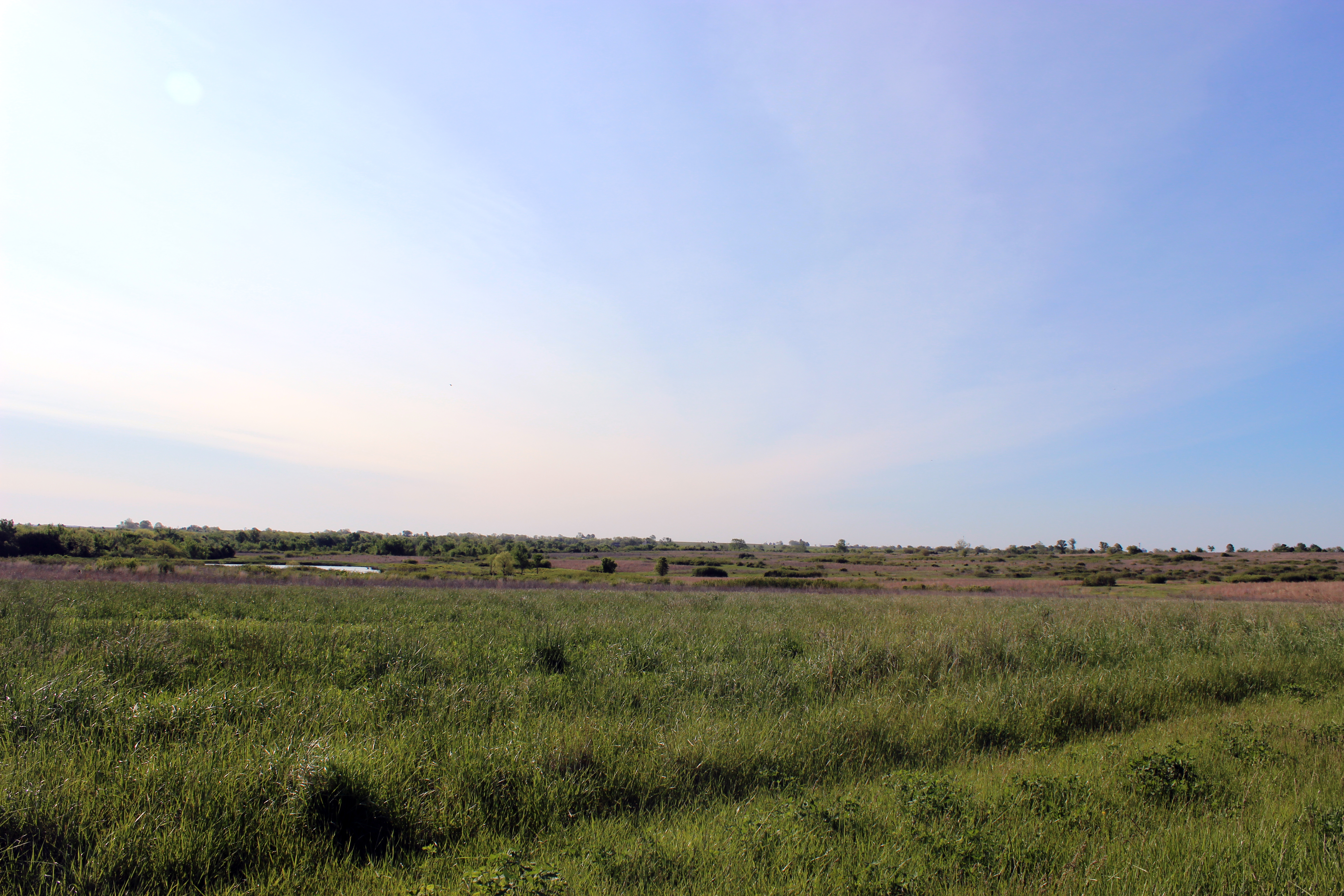
Prateria di Konza gestita con incendi controllati nei pressi di Manhattan in Kansas (USA)

### Praterie tropicali e subtropicali
Queste praterie sono classificate insieme alle savane e agli arbusteti tropicali e subtropicali nel bioma delle praterie. Praterie di questo tipo sono i cosiddetti llanos.

### Praterie temperate
Le praterie temperate includono la grande prateria nordamericana, la pampa dell'Argentina, il Veld del Sudafrica e le steppe dell'Europa (inclusa la pusta ungherese). Sono incluse nel bioma delle praterie e arbusteti temperati. Sono costituite principalmente da erbe, soprattutto graminacee a stelo corto o lungo, mentre la crescita di arbusti e alberi è limitata da periodi di siccità. Infatti le precipitazioni sono concentrate in un breve periodo del freddo inverno, mentre l'estate è calda e secca.

### Praterie umide
Le praterie che sono inondate stagionalmente ogni anno, come le Everglades della Florida o il Pantanal del Brasile, della Bolivia e del Paraguay. Sono classificate nel bioma delle praterie e savane inondate e sono frequenti nelle zone tropicali e subtropicali.

### Praterie montane
Le praterie d'altitudine sono poste sulle catene montuose più alte, come il Páramo sulle Ande. Sono parte del bioma delle praterie e arbusteti montani e costituiscono anche la tundra alpina.

## Praterie polari
In modo simile alle praterie montane anche la tundra polare può essere erbosa. Comunque l'alta umidità del suolo fa sì che poca tundra sia dominata dall'erba oggi. Comunque, nelle ere glaciali del Pleistocene, una prateria polare, detta "steppa-tundra", occupava grandi aree dell'emisfero boreale.

### Praterie desertiche
Sono piccole aree sparse adiacenti e confinanti ai deserti, nelle ecoregioni dei deserti e plarbusti desertici.

## Animali della prateria
Nelle grandi praterie naturali la fauna è estremamente varia; predominano i grandi erbivori: cervi, cerbiatti, bisonti e cani della prateria; ma anche lupi, volpi e orsi, il bisonte nell'America settentrionale, l'elefante in Africa e il canguro in Australia, e sono inoltre presenti roditori, serpenti, insetti, volatili che nidificano a terra e si nutrono nel medesimo modo senza il bisogno di utilizzare le ali, data la scarsa presenza di alberi, grazie ai quali gli uccelli potrebbero ripararsi da predatori.